# Écriture javanaise
Ne doit pas être confondu avec Jawi.

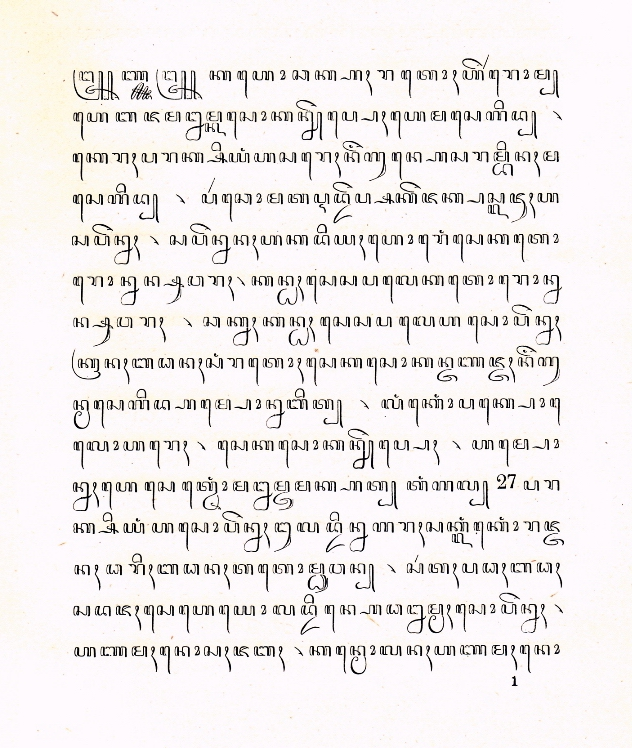
Le Raden Segara, un texte en langue maduraise rédigé en écriture javanaise (1890).

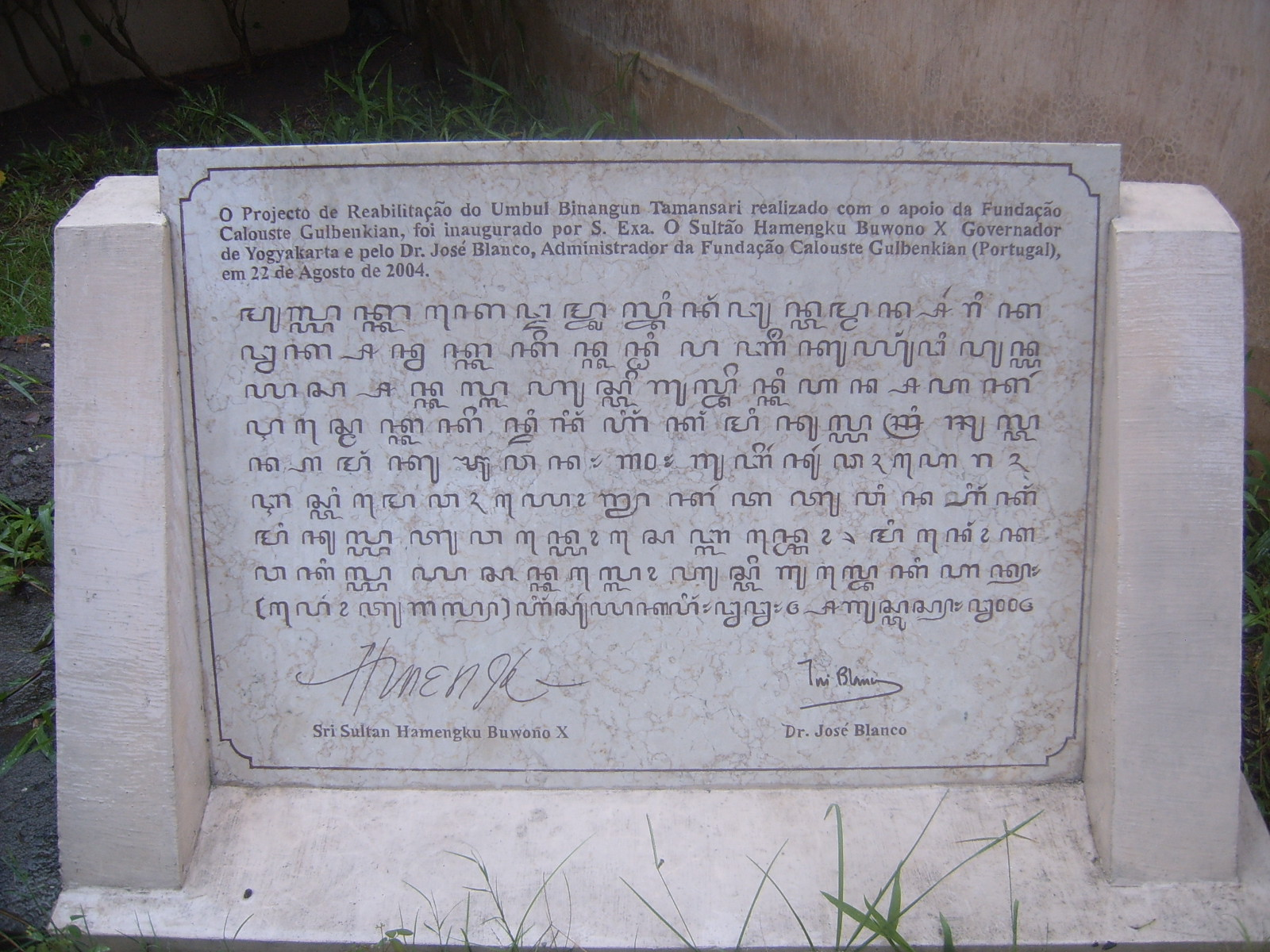
Stèle bilingue en portugais et javanais à Yogyakarta, inaugurant la réhabilitation du Taman Sari en 2004.

L’écriture javanaise (javanaise: aksara Jawa ꦲꦏ꧀ꦱꦫꦗꦮ) est un alphasyllabaire de type abugida d'origine indienne utilisé autrefois dans la langue javanaise.

## Caractères

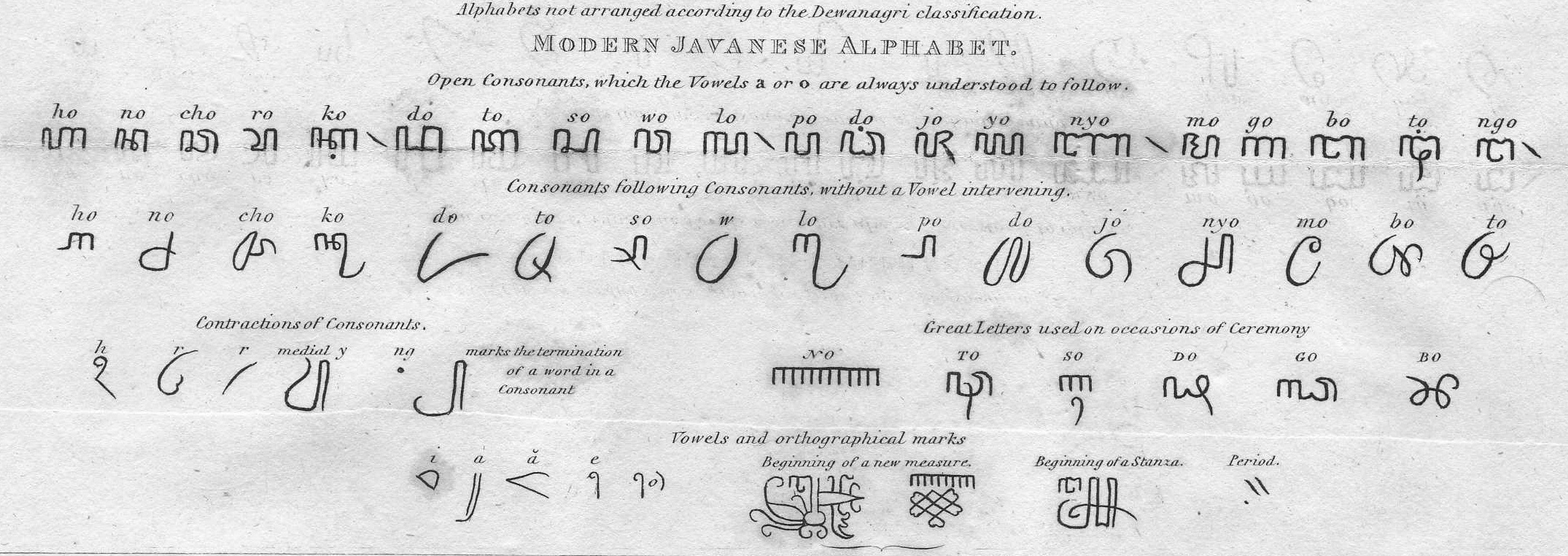
Caractères de l’alphasyllabaire javanais.

### Consonnes initiales
L’écriture javanaise utilise 20 consonnes, correspondant à 20 phonèmes distincts. C'est un alphasyllabaire dans lequel les consonnes se lisent avec la voyelle inhérente /a/. Avec la voyelle inhérente, l'alphabet se récite en formant un poème :
| \| ha \| na \| ca \| ra \| ka \| \| -- \| --- \| -- \| --- \| --- \| \| \| \| \| \| \| \| da \| ta \| sa \| wa \| la \| \| \| \| \| \| \| \| pa \| dha \| ja \| ya \| nya \| \| \| \| \| \| \| \| ma \| ga \| ba \| tha \| nga \| \| \| \| \| \| \| | « Hana caraka » Data sawala » Padha jayanya » Maga bathanga » | « Il y avait (deux) guerriers » Qui étaient en conflit » Égale était leur force » Tous deux moururent » |     |     |
| ha | na                                                            | ca | ra  | ka  |
| |                                                               | |     |     |
| da | ta                                                            | sa | wa  | la  |
| |                                                               | |     |     |
| pa | dha                                                           | ja | ya  | nya |
| |                                                               | |     |     |
| ma | ga                                                            | ba | tha | nga |
| |                                                               | |     |     |

Le détail des mots est comme suit :
| - hana (prononcé ana) = il y a/avait - caraka = guerrier, chevalier - data = avoir - sawala = litige - padha = égal | - jaya = victoire, puissance - -nya = suffixe de possession - maga = les deux - bathang = cadavre - -a = suffixe euphonique |

#### Suppression de la voyelle inhérente
Pour supprimer la voyelle inhérente, en général dans le cas d’une consonne en position finale, on place après la consonne un signe diacritique appelé "pangkon" :
| suppression de la voyelle inhérente | /h/ final | /r/ final | /ng/ final |
| ----------------------------------- | --------- | --------- | ---------- |
|                                     |           |           |            |
| pangkon                             | wignyan   | layar     | cecak      |

Certaines consonnes en position finale sont marquées par un caractère particulier. Il s’agit du /h/ (aspiration) final, du /ng/ (consonne nasale) final et du /r/ final.

### Consonnes subjointes
Un autre cas où la voyelle inhérente est supprimée est la succession de deux consonnes, dans laquelle la première consonne n’a pas de voyelle inhérente mais la deuxième en a une. Dans ce cas, cette deuxième consonne est représentée par un caractère dit pasangan. La plupart des pasangan sont différents de la consonne de base. Dans quelques cas, le caractère est identique. Pour marquer qu’il s’agit d'un pasangan, il sera alors écrit sous la première consonne.
| ha | na  | ca | ra  | ka  |
| -- | --- | -- | --- | --- |
|    |     |    |     |     |
| da | ta  | sa | wa  | la  |
|    |     |    |     |     |
| pa | dha | ja | ya  | nya |
|    |     |    |     |     |
| ma | ga  | ba | tha | nga |
|    |     |    |     |     |

### Consonnes honorifiques
L’alphabet javanais possède des caractères appelés aksara murda ou aksara gedhe ("grands caractères") pour écrire les titres et les noms de personnes respectées. Les aksara murda étaient à l’origine des lettres empruntées à l’écriture pallava représentant des phonèmes existant dans les langues de l’Inde mais non en javanais.
| Caractère      | na | ka | ta | sa | pa | ga | ba |
| -------------- | -- | -- | -- | -- | -- | -- | -- |
| Murda simple   |    |    |    |    |    |    |    |
| Murda pasangan |    |    |    |    |    |    |    |

### Représentation des consonnes non javanaises

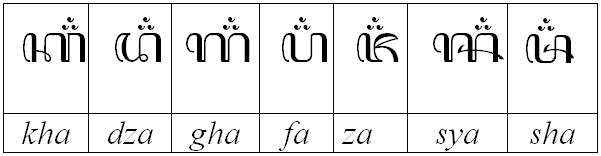
Caractères pour marquer des phonèmes arabes.

Pour marquer des phonèmes d’origine arabe, on utilise les consonnes les plus proches de l’alphabet javanais, auquel on ajoute au-dessus un diacritique cecak telu (en forme de 3 virgules horizontales disposées en triangle).

### Voyelles
Le javanais n’a que 6 voyelles : /a/, /i/, /ə/, /u/, /e/, /o/. Sauf pour /a/ inhérent à la consonne, lorsqu’elles suivent une consonne, les voyelles sont marquées par des signes diacritiques appelés sandangan ("choses portées").
| Phonème       | /-i/ | /-ə/  | /-u/ | /-e/   | /-o/          |
| ------------- | ---- | ----- | ---- | ------ | ------------- |
| Caractère     |      |       |      |        |               |
| Transcription | -i   | -e    | -u   | -é     | -o            |
| Nom           | wulu | pepet | suku | taling | taling-tarung |

Il y a une exception pour les consonnes liquides /l/ et /r/ suivies de la voyelle /ə/ muet, qui sont marquées par des caractères spéciaux. On peut y voir une survivance de l’écriture du sanscrit, langue dans laquelle ces liquides sont des voyelles. Il en va de même pour la consonne /ng/.
Lorsque les voyelles sont en position initiale ou isolée (indépendantes), on peut les marquer d’une autre façon, avec des caractères appelés aksara swara ("caractères à voix"). On trouvera donc parmi celles-ci les caractères correspondant à /lə/ et /rə/.
| Phonème       | /ˀa/ | /ˀi/ | /ˀu/ | /ˀe/ | /ˀo/ | /lə/      | /rə/     |
| ------------- | ---- | ---- | ---- | ---- | ---- | --------- | -------- |
| Caractère     |      |      |      |      |      |           |          |
| Transcription | a    | i    | u    | é    | o    | le        | re       |
| Nom           |      |      |      |      |      | nga lelet | pa cerek |

Le javanais n’a pas de diphtongues.

### Exemple de transcription

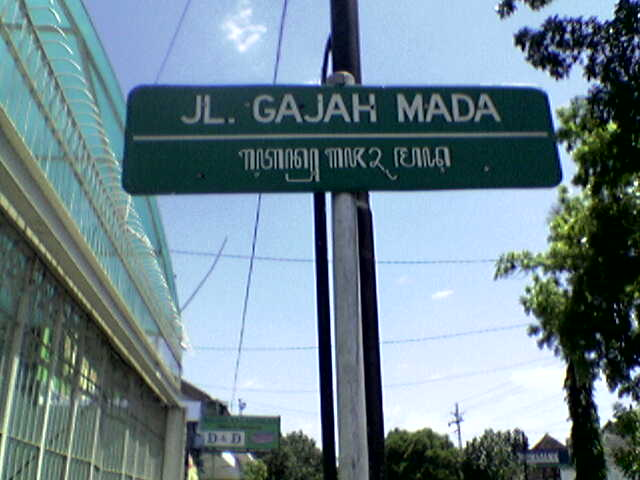
Plaque de la rue Gajah Mada à Surakarta, transcrite en écritures latine et javanaise.

Essayer d’identifier les caractères dans la photo ci-jointe d’une plaque de signalisation bilingue de la rue Gajah Mada (le seul premier ministre connu du royaume de Majapahit) à Surakarta.

### Chiffres décimaux
| 0 | 1 | 2 | 3 | 4 | 5 | 6 | 7 | 8 | 9 |
| - | - | - | - | - | - | - | - | - | - |
|   |   |   |   |   |   |   |   |   |   |

## Représentation informatique

### Codes d'écriture
- ISO 15924 : Java ou 361
- Alias de valeur de propriété Unicode : Javanese

### Unicode
Les caractères de l'écriture javanaise sont codés dans le bloc U+A980 à U+A9DF.
| en fr  | 0 | 1 | 2 | 3 | 4 | 5 | 6 | 7 | 8 | 9 | A | B | C | D | E | F |
| ------ | - | - | - | - | - | - | - | - | - | - | - | - | - | - | - | - |
| U+A980 | ꦏꦀ | ꦏꦁ | ꦏꦂ | ꦏꦃ | ꦄ | ꦅ | ꦆ | ꦇ | ꦈ | ꦉ | ꦊ | ꦋ | ꦌ | ꦍ | ꦎ | ꦏ |
| U+A990 | ꦐ | ꦑ | ꦒ | ꦓ | ꦔ | ꦕ | ꦖ | ꦗ | ꦘ | ꦙ | ꦚ | ꦛ | ꦜ | ꦝ | ꦞ | ꦟ |
| U+A9A0 | ꦠ | ꦡ | ꦢ | ꦣ | ꦤ | ꦥ | ꦦ | ꦧ | ꦨ | ꦩ | ꦪ | ꦫ | ꦬ | ꦭ | ꦮ | ꦯ |
| U+A9B0 | ꦰ | ꦱ | ꦲ | ꦏ꦳ | ꦏꦴ | ꦏꦵ | ꦏꦶ | ꦏꦷ | ꦏꦸ | ꦏꦹ | ꦏꦺ | ꦏꦻ | ꦏꦼ | ꦏꦽ | ꦏꦾ | ꦏꦿ |
| U+A9C0 | ꦏ꧀ | ꧁ | ꧂ | ꧃ | ꧄ | ꧅ | ꧆ | ꧇ | ꧈ | ꧉ | ꧊ | ꧋ | ꧌ | ꧍ |   | ꧏ |
| U+A9D0 | ꧐ | ꧑ | ꧒ | ꧓ | ꧔ | ꧕ | ꧖ | ꧗ | ꧘ | ꧙ |   |   |   |   | ꧞ | ꧟ |